# 조통 (고려)
조통(趙通, 1143년~?)은 고려 때의 학자·문인이다. 자는 역락(亦樂)이다. 본관은 옥과(玉果: 오늘날 전라남도 곡성군 옥과면)이다.

## 주요 이력
양주(梁州: 오늘날 경상남도 양산시)의 지방관을 지낸 적이 있다.
경서(經書), 사서(史書), 제자백가(諸子百家)에 두루 통달했기 때문에 명종이 여러 차례 불렀다.
문과에 급제한 뒤 여러 차례 승진해 정언(正言)이 되었다가 고공낭중(考功郎中), 태자문학(太子文學)으로 전보되었다.
왕명으로 금나라에 파견되었다가 3년 동안 억류되기도 했다.
1197년(신종 즉위년)에 금나라에 파견되었고, 다음 해인 1198년(신종 원년)에 금나라에서 돌아왔다.
1199년(신종 2년)에는 장작소감(將作少監)에 있었으며, 동경(東京: 오늘날 경상북도 경주시)에서 도적이 발생하자 조정에서는 이들을 회유하려고 파견되었다.
1200년(신종 3년)에 소부감(少府監)에 있었으며, 진주(晉州) 안무사가 되었다.
벼슬에서 물러난 뒤 최당, 백광신(白光臣) 등과 기로회(耆老會)를 조직하고 시작 생활을 즐겼으며, 이인로·오세재 등과 벗하여 강좌칠현의 한 사람으로 불렸다.
임춘과 교유가 있었다.

## 같이 보기
- 강좌칠현

## 참고 문헌
- 《고려사》
- 《파한집》
- 《졸고천백》
- 《서하집》
- 《동국이상국집》